# Орден Иуды
Орден Иуды — орден, изготовленный в единственном экземпляре в 1709 году по приказу царя Петра І для «награждения» гетмана И. С. Мазепы за переход на сторону Швеции в Северной войне.

## Описание ордена
Орден представлял собой круг весом 5 кг, изготовленный из серебра. На круге был изображён Иуда Искариот, повесившийся на осине, внизу — изображение 30 сребреников и надпись: 
«Треклят сын погибельный Иуда еже ли за сребролюбие давится»
Пётр I предполагал вручить этот орден гетману Мазепе вместо ордена Андрея Первозванного после того, как гетман перешёл на сторону шведского короля Карла ХІІ. Впрочем, задумка не осуществилась и впоследствии этот орден на всепьянейшем, всешутейшем и сумасброднейшем соборе Петра І носил князь Юрий Фёдорович Шаховской.